# Тізі-Узу (вілаєт)
Тізі-Узу (араб. ولاية تيزي وزو) — вілаєт Алжиру. Адміністративний центр — м. Тізі-Узу. Площа — 3 568 км². Населення — 1 119 646 осіб (2008).

## Географічне положення
Вілаєт розташований на узбережжі Середземного моря та включає в себе частину історичного регіону Кабілія. На сході межує з вілаєтом Беджая, на південному заході — з вілаєтом Буїра, на північному заході — з вілаєтом Бумердес.

## Адміністративний поділ
Поділяється на 21 округ та 67 муніципалітетів.
| Алжир | Це незавершена стаття з географії Алжиру. Ви можете допомогти проєкту, виправивши або дописавши її. |